# Hofmann Trough
Koordinaten: 77° 0′ S, 32° 30′ W
Der Hofmann Trough ist ein Seebecken im antarktischen Weddell-Meer. Er liegt unweit der Küste des Coatsland.
Benannt ist er auf Vorschlag des Vermessungsingenieurs und Glaziologen Heinrich Hinze vom Alfred-Wegener-Institut nach dem deutschen Kartographen und Photogrammetristen Walther Hofmann (1920–1993), der von 1962 bis 1963 im Rahmen des United States Antarctic Research Program auf dem Ross-Schelfeis tätig war und von 1973 bis 1976 als Vorsitzender der Deutschen Gesellschaft für Polarforschung fungierte. Die Benennung wurde im Juli 1997 durch das US-amerikanische Advisory Committee on Undersea Features (ACUF) bestätigt.